# Radosław Matusiak
Radosław Matusiak, född 1 januari 1982 i Łódź, är en polsk före detta fotbollsspelare. Matusiak spelade största delen av sin karriär i hemlandet Polen. Han lade sina Nikeskor på hyllan år 2012.